# Кафедра астрономії та космічної інформатики ХНУ
Кафедра астрономії та космічної інформатики — кафедра у складі фізичного факультету ХНУ ім. В. Н. Каразіна. Кафедра тісно співпрацює з НДІ астрономії ХНУ, багато предмтів на кафедрі викладаються науковцями обсерваторії. Заніття проходіть в головному корпусі ХНУ на майдані Свободи та в головному корпусі НДІ астрономії в саду Шевченка.

## Історія
Історія кафедри починається з відкриття в Харківському університеті у 1808 році астрономічного кабінету. У 1824 році вже була створена кафедра астрономії, а у 1883 професором Григорієм Васильовичем Левицьким була заснована постійна Астрономічна обсерваторія.
З 1894 по 1915 роки кафедру і обсерваторію очолював онук засновника Пулковської обсерваторії Василя Яковича Струве професор Людвіг Оттович Струве — засновник харківської астрометричної школи.
З 1962 року кафедру очолював академік Микола Павлович Барабашов, з 1978 по 2004 роки — професор Ю. В. Александров та доцент А. М. Грецький (з 2004 по 2012 роки). З 2012 року кафедрою завідує професор Ю. Г. Шкуратов.

## Наукові дослідження
На кафедрі, протягом її історії працювала велика кількість видатних астрономів, серед них: Людвіг Оттович Струве, Василь Григорович Фесенков, Микола Павлович Барабашов, Борис Петрович Герасимович, Микола Миколайович Євдокимов, Отто Людвігович Струве.
Не теперішній час основні галузі досліджень кафедри — фізика Сонця, планет, Місяця, малих тіл Сонячної системи, астрометрія, зоряна астрономія, гравитаційне лінзування квазарів.

## Завідувачі кафедри
- Затеплинський Павло Олександрович (1824 – 1834)
- Шагін Антоній Францович (1834 – 1842)
- Шидловський Андрій Петрович (1843 – 1856)
- Федоренко Іван Іванович (1857 – 1878)
- Левицький Григорій Васильович (1879 – 1894)
- Струве Людвіг Оттович (1894 – 1919)
- Євдокимов Микола Миколайович (1921 – 1933)
- Барабашов Микола Павлович (1934 – 1971)
- Кузьменко Клавдія Несторівна (1972 – 1977)
- Александров Юрій Володимирович (1978 – 2004)
- Грецький Андрій Михайлович (2004 – 2012)
- Шкуратов Юрій Григорович (від 2012)[1]